# 7 avril en sport
7 mars 7 mai
Chronologies thématiques
- Croisades
- Ferroviaires
- Disney

Le 7 avril (97e jour de l'année ou 98e en cas d'année bissextile) en sport.

## Événements

### XIXesiècle
- 1860 :
  - (Baseball) : fondation du club américain de baseball de Philadelphia Athletics[1].
- 1877 :
  - (Football) : à Glasgow (Hampden Park), finale de la 4e édition de la Coupe d'Écosse. Vale of Leven et Rangers FC, 1-1. Finale à rejouer. 15 000 spectateurs.
- 1879 :
  - (Football) : à Wrexham (Acton Park), l'Écosse s'impose 0-3 face au Pays de Galles. 2 000 spectateurs.
- 1883 :
  - (Football) : à Glasgow (Hampden Park), finale de la 10e édition de la Coupe d'Écosse. Dumbarton bat Vale of Leven, 2-1. 12 000 spectateurs.
- 1884 :
  - (Aviron) : The Boat Race entre les équipes universitaires d'Oxford et de Cambridge. Cambridge s'impose[2].

### XXesièclede1901à1950
- 1907 :
  - (Football) : en battant Andrea Doria sur le score de 2-0, le Milan AC termine en tête de la phase nationale du championnat d’Italie et décroche le titre.
- 1919 :
  - (Football) : le comité français interfédéral devient fédération française de football
- 1947 :
  - (Sport automobile) : Grand Prix de Pau.

### XXesièclede1951à2000
- 1980 :
  - (Rallye automobile) : arrivée du Rallye Safari.
- 1984 :
  - (Formule 1) : Grand Prix automobile d'Afrique du Sud.
- 1996 :
  - (Formule 1) : Grand Prix automobile d'Argentine.

### XXIesiècle
- 2013 :
  - (Cyclisme sur route /Classiques flandriennes) : Fabian Cancellara remporte Paris-Roubaix pour la troisième fois.
- 2019 :
  - (Cyclisme sur route /Classiques flandriennes) : sur la 103e édition du Tour des Flandres 2019, l'Italien Alberto Bettiol (EF Education First) s'adjuge sa première victoire chez les professionnels. il devance le Danois Kasper Asgreen (Deceuninck-Quick Step) et le Norvégien Alexander Kristoff (UAE Emirates).

## Naissances

### XIXesiècle
- 1859 :
  - Walter Camp, joueur de football U.S, entraîneur et codificateur des règles américain. († 14 mars 1925).
- 1873 :
  - John McGraw, joueur de baseball américain. († 25 février 1934).
- 1876 :
  - Fay Moulton, athlète de sprint américain. Médaillé de bronze du 60m aux Jeux de Saint-Louis 1904. († 18 février 1945).
- 1884 :
  - Clement Smoot, golfeur américain. Champion olympique par équipes aux Jeux de Saint-Louis 1904. († 19 janvier 1963).
- 1887 :
  - Joseph Stadler, athlète de sauts américain. Médaillé d'argent du saut en hauteur sans élan et de bronze du triple saut sans élan aux Jeux de Saint-Louis 1904. († 25 février 1950).
- 1890 :
  - Paul Berth, footballeur danois. Médaillé d'argent aux Jeux de Stockholm 1912. (26 sélections en équipe nationale). († 9 novembre 1969).
- 1900 :
  - Tebbs Lloyd Johnson, athlète de marche athlétique britannique. Médaillé de bronze du 50km aux Jeux de Londres 1948. († 26 décembre 1984).

### XXesièclede1901à1950
- 1902 :
  - Eduard Ellman-Eelma, footballeur estonien. (58 sélections en équipe nationale). († 16 novembre 1941).
- 1904 :
  - Charles Bardot, footballeur français. (6 sélections en équipe de France). († ? 1973).
- 1918 :
  - Bobby Doerr, joueur de baseball américain. († 13 novembre 2017).
- 1919 :
  - Edoardo Mangiarotti, épéiste et fleurettiste italien. Champion olympique par équipes aux Jeux de Berlin 1936, médaillé d'argent par équipes à l'épée et au fleuret, de bronze à l'épée en individuel aux Jeux de Londres 1948, champion olympique en individuel et par équipes à l'épée et médaillé d'argent en individuel et par équipes au fleuret aux Jeux d'Helsinki 1952, champion olympique du fleuret et de l'épée par équipes puis médaillé de bronze de l'épée individuel aux Jeux de Melbourne 1956 et champion olympique de l'épée par équipes et médaillé d'argent du fleuret par équipes aux Jeux de Rome 1960. Champion du monde d'escrime de l'épée par équipes 1937, du fleuret par équipes et de l'épée par équipes 1949 et 1950, de l'épée en individuel 1951, de l'épée par équipes 1953, de l'épée en individuelle et par équipes ainsi que du fleuret par équipes 1954 et 1955, de l'épée par équipes 1958. († 25 mai 2012).
- 1931 :
  - Bob Armstrong, hockeyeur sur glace canadien. († 6 novembre 1990).
- 1933 :
  - John Hine, pilote de courses automobile d'endurance britannique. († 17 janvier 2020).
- 1942 :
  - Joaquim Agostinho, cycliste sur route portugais. Vainqueur des Tours du Portugal 1970, 1971 et 1972. († 10 mai 1984).
- 1943 :
  - Ángel Marcos, footballeur puis entraîneur argentin. (7 sélections en équipe nationale).
- 1944 :
  - Jacques Crampagne, joueur de rugby à XV français. (1 sélection en équipe de France).
  - Marianne Hoepfner, pilote de courses automobile d'endurance et de rallyes française.
  - Bill Stoneman, joueur de baseball américain.
- 1946 :
  - Colette Besson, athlète de sprint française. Championne olympique du 400m aux Jeux de Mexico 1968. Médaillée d'argent du relais 4×400m et du 400m aux Championnats d'Europe d'athlétisme 1969. († 9 août 2005).
- 1948 :
  - Pietro Anastasi, footballeur italien. Champion d'Europe de football 1968. (25 sélections en équipe nationale). († 17 janvier 2020).

### XXesièclede1951à2000
- 1952 :
  - Rubén Galván, footballeur argentin. Champion du monde de football 1978.
- 1954 :
  - Tony Dorsett, joueur de foot U.S. américain.
- 1959 :
  - Jean-Marie Wampers, cycliste sur route belge. Vainqueur de Paris-Roubaix 1989.
- 1961 :
  - Pascal Olmeta, footballeur français. Vainqueur de la Ligue des champions 1993.
- 1962 :
  - Andrew Hampsten, cycliste sur route américain. Vainqueur du Tour d'Italie 1988.
  - Franco Scapini, pilote de courses automobiles italien.
- 1963 :
  - Bernard Lama, footballeur français. Champion du monde de football 1998. Champion d'Europe de football 2000. Vainqueur de la Coupe d'Europe des vainqueurs de coupe 1996. (44 sélections en équipe de France).
- 1966 :
  - Alessandro Bianchi, footballeur italien. Vainqueur des Coupe UEFA 1991 et 1994. (9 sélections en équipe nationale).
  - Michela Figini, skieuse alpine suisse. Championne olympique de la descente aux Jeux de Sarajevo 1984 et médaillée d'argent du super-G aux Jeux de Calgary 1988. Championne du monde de ski alpin de la descente 1985.
- 1967 :
  - Bodo Illgner, footballeur allemand. Champion du monde de football 1990. Vainqueur de la Ligue des champions 1998 et 2000. (54 sélections ne équipe nationale).
- 1968 :
  - Christophe Ohrel, footballeur franco-suisse. (56 sélections avec l'équipe de Suisse).
- 1970 :
  - Aleksandr Karpovtsev, hockeyeur sur glace puis entraîneur russe. Champion du monde de hockey sur glace 1993. († 7 septembre 2011).
- 1971 :
  - Franck Azéma, joueur de rugby à XV puis entraîneur français.
  - Victor Kraatz, patineur artistique de danse sur glace canadien. Champion du monde de patinage artistique de danse 2003
- 1972 :
  - José Javier Hombrados, handballeur espagnol. Médaillé de bronze aux Jeux d'Atlanta 1996 et aux Jeux de Pékin 2008. Champion du monde de handball 2005. Vainqueur de la Ligue des champions 1994 et 2001, de la Coupe d'Europe des vainqueurs de coupe 1999 et 2003. (254 sélections en équipe nationale).
- 1973 :
  - Sandra Minnert, footballeuse allemande. Médaillée de bronze aux Jeux de Sydney 2000 et aux Jeux d'Athènes 2004. Championne du monde de football féminin 2003 et 2007. Championne d'Europe de football 1995, 1997, 2001 et 2005. Vainqueur de la Coupe féminine de l'UEFA 2002. (147 sélections en équipe nationale).
  - Carole Montillet, skieuse alpine puis consultante TV française. Championne olympique de la descente aux Jeux de Salt Lake City 2002. Médaillée de bronze par équipe aux Championnats du monde de ski alpin 2005.
- 1976 :
  - Brian Keefe, entraîneur de basket-ball américain.
- 1978 :
  - Davor Dominiković, handballeur croate. Champion olympique aux Jeux d'Atlanta 1996 et aux Jeux d'Athènes 2004. Champion du monde de handball 2003. Vainqueur de la Coupe EHF de handball 2000 et de la Ligue des champions de handball 2005. (174 sélections en équipe nationale).
- 1979 :
  - Adrián Beltré, joueur de baseball dominicain.
  - Pascal Dupuis, hockeyeur sur glace canadien.
  - Kyle Hill, basketteur américain.
  - Michel Kratochvil, joueur de tennis suisse.
  - Kaoru Morioka, joueur de futsal japonais-péruvien. (4 sélections avec l'équipe du Japon).
- 1981 :
  - Stijn Stijnen, footballeur belge. (31 sélections en équipe nationale).
- 1983 :
  - Phil Goss, basketteur américain.
  - Ismaïl Matar, footballeur émirati. (125 sélections en équipe nationale).
  - Franck Ribéry, footballeur français. Vainqueur de la Ligue des champions 2013. (81 sélections en équipe de France).
  - Eder Silva, footballeur brésilien.
- 1985 :
  - Jack Bauer, cycliste sur route néo-zélandais.
- 1986 :
  - Fabien Grimaud, joueur de rugby à XV français.
  - Napolioni Nalaga, joueur de rugby à XV fidjien. (20 sélections ne équipe nationale).
- 1987 :
  - Mansoor al-Harbi, footballeur saoudien. (17 sélections en équipe nationale).
  - Martín Cáceres, footballeur uruguayen. Vainqueur de la Ligue des champions 2009 et de la Copa América 2011. (69 sélections en équipe nationale).
  - Patrick Gretsch, cycliste sur route allemand.
  - Søren Rieks, footballeur danois.
  - Jamar Smith, basketteur américain.
  - Reyshawn Terry, basketteur américain.

- 1988 :

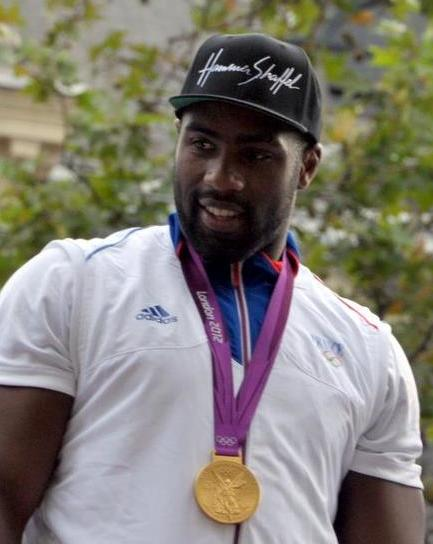
Teddy Riner JO 2012.

  - Félix Le Bourhis, joueur de rugby à XV français. (1 sélection en équipe de France).
- 1989 :
  - Benjamin Leroy, footballeur français.
  - Teddy Riner, judoka français. Médaillé de bronze des +100 kg aux Jeux de pékin 2008, champion olympique aux Jeux de Londres 2012 et aux Jeux de Rio 2016, champion olympique par équipes mixtes et médaillé de bronze des +100 kg aux Jeux de Tokyo 2020 puis champion olympique des +100kg et par équipes mixtes aux Jeux de Paris 2024. Champion du monde de judo des +100 kg 2007, 2009, 2010, 2011, 2013, 2014 et 2015, 2017 et 2023, champion du monde de judo toutes catégories 2008 et 2017 puis champion du monde de judo par équipes 2011. Champion d'Europe de judo des + 100 kg 2007, 2011, 2013, 2014 et 2016.
- 1990 :
  - Bundee Aki, joueur de rugby à XV irlandais. Vainqueur des Grand Chelem 2018 et 2023 puis du tournoi 2024. (53 sélections en équipe nationale).
  - George Bennett, cycliste sur route néo-zélandais.
  - Sorana Cîrstea, joueuse de tennis roumaine.
- 1992 :
  - William Carvalho, footballeur angolo-portugais. Champion d'Europe de football 2016. (80 sélections avec l'équipe du Portugal).
  - Yoann Wachter, footballeur franco-gabonais. (9 sélections avec l'équipe du Gabon).
- 1993 :
  - Ibrahim Amadou, footballeur franco-camerounais.
  - Kristin Demann, footballeuse allemande. (20 sélections en équipe nationale).
- 1994 :
  - Pierre Dejardin, pentathlonien français. Médaillé de bronze du relais aux Mondiaux de pentathlon moderne 2016. médaillé d'argent par équipes aux CE 2021 et 2022.
  - Duckens Nazon, footballeur franco-haïtien. (51 sélections avec l'équipe de Haïti).
  - Troy Stecher, hockeyeur sur glace canadien. Champion du monde de hockey sur glace 2021. (18 sélections en équipe nationale).
- 1995 :
  - Jérémy Lecroq, cycliste sur piste et sur route français.
- 1999 :
  - Mihajlo Ivančević, footballeur serbe.
  - Adam Jakobsen, footballeur danois.
  - Élie Youan, footballeur français.
- 2000 :
  - Afonso Freitas, footballeur portugais.

### XXIesiècle
- 2002 :
  - Thiago Borbas, footballeur uruguayen. (2 sélections en équipe nationale).
- 2003 :
  - Daniel Karlsbakk, footballeur norvégien.
  - Marquinhos, footballeur brésilien.
- 2005 :
  - Conrad Harder, footballeur danois.

## Décès

### XXesièclede1901à1950
- 1933 :
  -  Alfred Dunlop, 58 ans, joueur de tennis américain. (° 12 janvier 1875).

### XXesièclede1951à2000
- 1964 :
  -  Pierre Mounicq, 77 ans, joueur de rugby à XV français. (9 sélections en équipe de France). (° 9 février 1887).
- 1965 :
  -  Albert Gutterson, 77 ans, athlète de sauts américain. Champion olympique de la longueur aux Jeux de Stockholm 1912. (° 23 août 1887).
- 1968 :
  -  Jim Clark, 32 ans, pilote de F1 britannique. Champion du monde de Formule 1 1963 et 1965. (25 Victoires en Grand Prix). (° 4 mars 1936).
- 1992 :
  -  Ace Bailey, 88 ans, hockeyeur sur glace canadien. (° 3 juillet 1903).
- 1994 :
  -  Albert Gudmundsson, 70 ans, footballeur puis dirigeant du football et ensuite homme politique islandais. (6 sélections en équipe nationale). (° 5 octobre 1923).

### XXIesiècle
- 2005 :
  - Cliff Allison, 73 ans, pilote de F1 britannique. (° 8 février 1932).
- 2016 :
  - Carlo Monti, 96 ans, athlète de sprint italien. Médaillé de bronze du relais 4×100m aux Jeux de Londres 1948. (° 24 mars 1920).
- 2019 :
  - Luis Páez, 29 ans, footballeur paraguayen. (° 19 décembre 1989).